# Georg Rody
Georg Rody, voller Name Georg Christian Maria Rody (* 5. Februar 1880 in Köln; † 9. April 1944 in Birkesdorf), war langjähriger Pfarrer in Birkesdorf, einem heutigen Stadtteil der Kreisstadt Düren.
Rody arbeitete in der katholischen Pfarre St. Joachim und St. Peter, die heute zur GdG (Gemeinschaft der Gemeinden) Düren-Nord gehört. 1903 wurde er zum Rektor am Marien-Hospital Düsseldorf berufen. Er bekam oft Ärger mit den Nationalsozialisten, weil er sich deren Diktat nicht beugen wollte. Er half in den Kriegswirren sogar Atheisten und er unterstützte die kommunistische Gefangenenunterstützungsorganisation Rote Hilfe mit Geld, was seine humane Gesinnung zeigt. Er half aber auch armen Birkesdorfern finanziell.
Rody hatte eine große Büchersammlung, die 1942 von der Stadt Düren erworben wurde. Sie beinhaltet  Inkunabeln und Drucke des 16. bis 18. Jahrhunderts und befindet sich heute im Stadt- und Kreisarchiv Düren.

## Ehrungen
Die Kirchgasse in Birkesdorf wurde am 6. September 1973 ihm zu Ehren in Pfarrer-Rody-Straße umbenannt. Er hatte im Pfarrhaus, damals Kirchgasse 5, gewohnt.